# Kiss My Brass
«Kiss My Brass» — концертный тур американской певицы Бетт Мидлер, проходивший в городах Северной Америки и Австралии с 2003 по 2005 год.
Первый этап тура стартовал 10 декабря 2003 года в Чикаго и продолжался до середины февраля. Тур охватил 40 городов США с одной остановкой в Торонто, Канада. Первый этап тура завершился в Атлантик-Сити, штат Нью-Джерси, а второй этап тура начался в Манчестере, штат Нью-Гэмпшир, и закончился в Миннеаполисе, штат Миннесота.
В апреле и мае 2005 года было добавлено 10 дат для Австралии. Это был первый австралийский тур Мидлер за 26 лет.
Помимо привычных хитов, певица исполняла песни из вышедшего в 2003 году альбома Bette Midler Sings the Rosemary Clooney Songbook.

## Сет-лист
Список номеров варьировался от города к городу. Некоторые песни и фрагменты были удалены или добавлены в разных городах, но общий сет-лист был следующим:

### Акт 1
- Kiss My Brass/Big Noise from Winnetka
- Opening Monologue
- Stuff Like That There
- Skylark
- Boogie Woogie Bugle Boy
- Judge Judy Skit
- I’m Sorry
- Nobody Else But You
- Friends
- Tenderly
- Chapel of Love
- That’s How Heartaches are Made
- I Think It’s Going to Rain Today
- When a Man Loves a Woman
- Walk Right In / Soph
- Shiver Me Timbers

### Акт 2
Delores Delago: Fishtails Over Broadway
- Sideshow
- Medley: I Had a Dream / Everything’s Coming Up Roses / Tonight / Cabaret / You’ll Never Walk Alone / Tomorrow / And I Am Telling You / All That Jazz / One Singular Sensation / Hello, Dolly! / Give My Regards to Broadway / Oklahoma
- Mister Rogers Segment
  - I Like to Be Told
  - September
- From A Distance
- Do You Wanna Dance
- Wind Beneath My Wings
- Keep On Rockin'
- The Rose
  - Encore
- Friends
- White Christmas (не во всех городах)

## Музыканты
- Бетт Сассман — музыкальный руководитель, фортепиано
- Ирвин Фиш — синтезатор, клавишные
- Сонни Эмори — ударные
- Ленни Кастро — ударные
- Таку Хирано — ударные
- Джон Харрингтон — гитара
- Майк Миллер — гитара
- Зев Кац — бас-гитара
- Сэм Симс — бас-гитара
- Кира Да Коста — вокал
- Камила Мартин — вокал
- Николетт Харт — вокал
- Эрик Вангенстин — труба
- Скотт Стин — труба
- Эндрю Липпман — тромбон
- Мандо Дораме — Тенор — саксофон
- Джим Джедейкин — баритон-саксофон, альт-саксофон, кларнет, флейта